# نادي نجد
نجد نادي كرة قدم سعودي يقع في مدينة حوطة سديرفي منطقة الرياض، تأسس النادي عام 1397هـ ويلعب في دوري الدرجة الرابعة السعودي. ألوان الفريق هي الأحمر والازرق والاخضر.

## تاريخ
تأسس النادي عام 1397هـ من قبل 16 مجموعة عضو مؤسس من أبناء الحوطة وهم: عبد الله ناصر العريج، عبد الله عبد العزيز المنيف، عبد الرحمن عبد الله الزكري، عبد الرحمن سلطان المعجل، ناصر عبد الله الزكري، عبد الله محمد المنقور، عبد الله ابراهيم النصر الله، سالم عبد الله السويلم، سعد صالح المويجد، عبد الله عبد العزيز الغيامة، عبد الرحمن عبد المحسن الزكري، حمد ابراهيم المعجل، ابراهيم حمد الحاتم، محمد عبد الرحمن القاسم، محمد عبد الله الخميس، عبد الله محمد المغامس.
شارك النادي في سبع العاب هي كرة القدم وكرة الطائرة وتنس الطاولة والتنس الأرضي والدراجات والعاب القوى والسباحة.